# Aphanocomaster
Aphanocomaster is een geslacht van haarsterren uit de familie Comatulidae.

## Soort
- Aphanocomaster pulcher (A.H. Clark, 1912)